# 大鼻準裂腹魚
大鼻裂腹鱼（学名：Schizothorax nasus）为輻鰭魚綱鯉形目鲤科的其中一種，該物種主要分布於亞洲印度及巴基斯坦，體長可達30公分，棲息在高山溪流。

## 扩展阅读
維基物種上的相關：大鼻裂腹鱼